# Paróquia São Domingos de Gusmão (São Domingos do Prata)
A Paróquia São Domingos de Gusmão é uma é uma divisão da Igreja Católica sediada no município brasileiro de São Domingos do Prata, no interior do estado de Minas Gerais. A paróquia faz parte da Diocese de Itabira-Fabriciano, estando situada na Região Pastoral II. Foi criada em 16 de fevereiro de 1844.